# Église Saint-Jean-Baptiste de Dangu
L'église Saint-Jean-Baptiste est une église catholique située à Dangu, en France.

## Localisation
L'église est située dans le département français de l'Eure, sur le territoire de la commune de Dangu.

## Historique
L'édifice est classé au titre des monuments historiques en 1913.
La construction est d'origine romane : nef du XIIe siècle remaniée au XVIe siècle, chevet du XIIIe siècle, chœur voûté au XIIIe siècle, clocher, porche à arcades reposant sur des colonnes doriques XVIe siècle, chapelle sud de 1589 à 3 absides (vitrail), crypte, statues d'apôtres des XVIe et XVIIe siècles, boiseries du XVIIIe siècle, bas-relief du XVIIIe siècle, tabernacle du XVIIe siècle, cénotaphe du XIXe siècle.